# 姜嘉锵
姜嘉锵（1935年—），男，浙江瑞安人，中国男高音歌唱家，一级演员，曾任中国音乐家协会理事，中国共产党党员（1984年入党）。